# Okres Męki Pańskiej

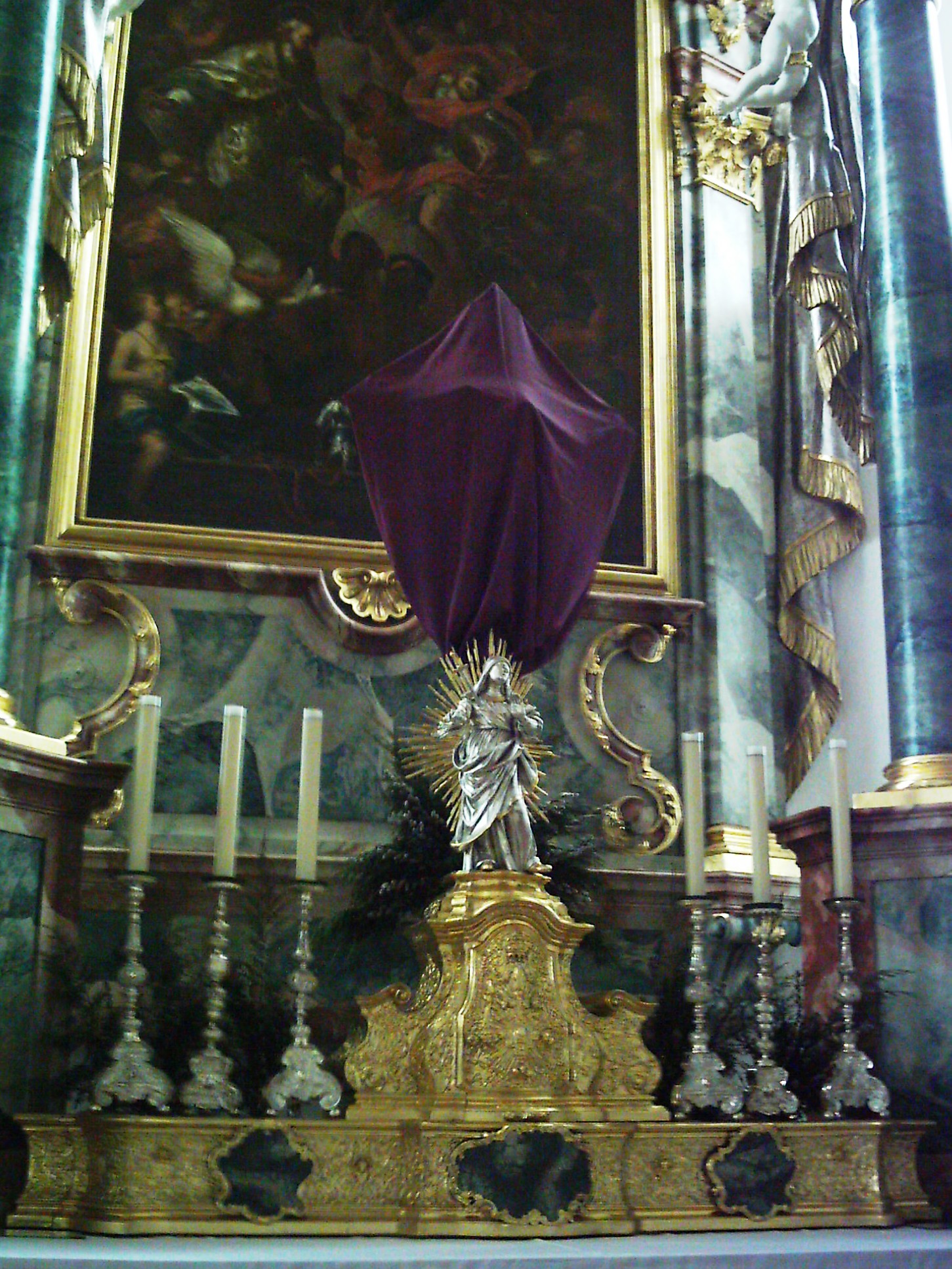
Krzyż ołtarzowy zakryty fioletowym welonem – jedna z charakterystycznych cech liturgicznych okresu Męki Pańskiej (kościół św. Marcina w Tannheim w Wirtembergii, 4 IV 2007)

Okres Męki Pańskiej (łac. tempus Passionis) – w tradycyjnym obrządku rzymskim określenie ostatnich dwóch tygodni Wielkiego Postu.

## Terminologia

### Definicja okresu Męki Pańskiej
W obrządku rzymskim Wielki Post zaczyna się w środę popielcową i trwa do Wielkiej Soboty. W tradycyjnej wersji tego obrządku (sprzed reform liturgicznych po Soborze watykańskim II) istnieje podział tego okresu na dwie części. Okres wielkopostny (tempus quadragesimale) dzieli się na:
- okres Wielkiego Postu (tempus Quadragesimae) – od środy popielcowej do soboty po IV niedzieli Wielkiego Postu (Laetare) włącznie;
- okres Męki Pańskiej (tempus Passionis) – od niedzieli Iudica(inne języki) do Wielkiej Soboty[1][2].

W obrządku rzymskim zreformowanym po Soborze watykańskim II Wielki Post stanowi pewną całość i nie ma takiego rozróżnienia.

### Zakończenie okresu Męki Pańskiej
W tradycyjnym obrządku rzymskim ceremonia w noc wielkanocną składa się z wigilii paschalnej oraz z mszy wigilii paschalnej. Wigilia, obejmująca błogosławieństwo ognia i paschału, czytania oraz błogosławieństwo wody, stanowi część okresu Męki Pańskiej (kolor liturgiczny jest fioletowy). Dopiero po zakończeniu wigilii kończy się okres Męki Pańskiej, a zaczyna okres wielkanocny: zmienia się szaty liturgiczne na białe i rozpoczyna mszę.
W nowym obrządku rzymskim przyjmuje się, że Wielki Post trwa do Wielkiego Czwartku, a potem następuje Triduum Paschalne. Wigilia paschalna stanowi całość, a okres wielkanocny zaczyna wraz z początkiem wigilii (w czasie całej ceremonii kolor liturgiczny jest biały).

### Kwestie terminologiczne
Należy mieć na względzie, że niedziele tego okresu noszą różne nazwy:
- w terminologii tradycyjnej niedziela dwa tygodnie przed Wielkanocą to Niedziela Męki Pańskiej (Dominica de Passione), a następna to Niedziela Palmowa (Dominica in Palmis)[7];
- w terminologii używanej po reformach liturgicznych Piusa XII te niedziele nazywają się odpowiednio pierwszą niedzielą Męki Pańskiej (Dominica I. Passionis) i drugą niedzielą Męki Pańskiej, czyli Palmową (Dominica II. Passionis seu in Palmis)[4];
- w terminologii nowego obrządku rzymskiego mowa jest o piątej niedzieli Wielkiego Postu oraz Niedzieli Palmowej, czyli Męki Pańskiej (Dominica in Palmis de Passione Domini)[8].

Okresu Męki Pańskiej nie należy mylić z czasem pasyjnym – to ostatnie jest luterańskim określeniem całego Wielkiego Postu.

## Charakterystyka liturgiczna

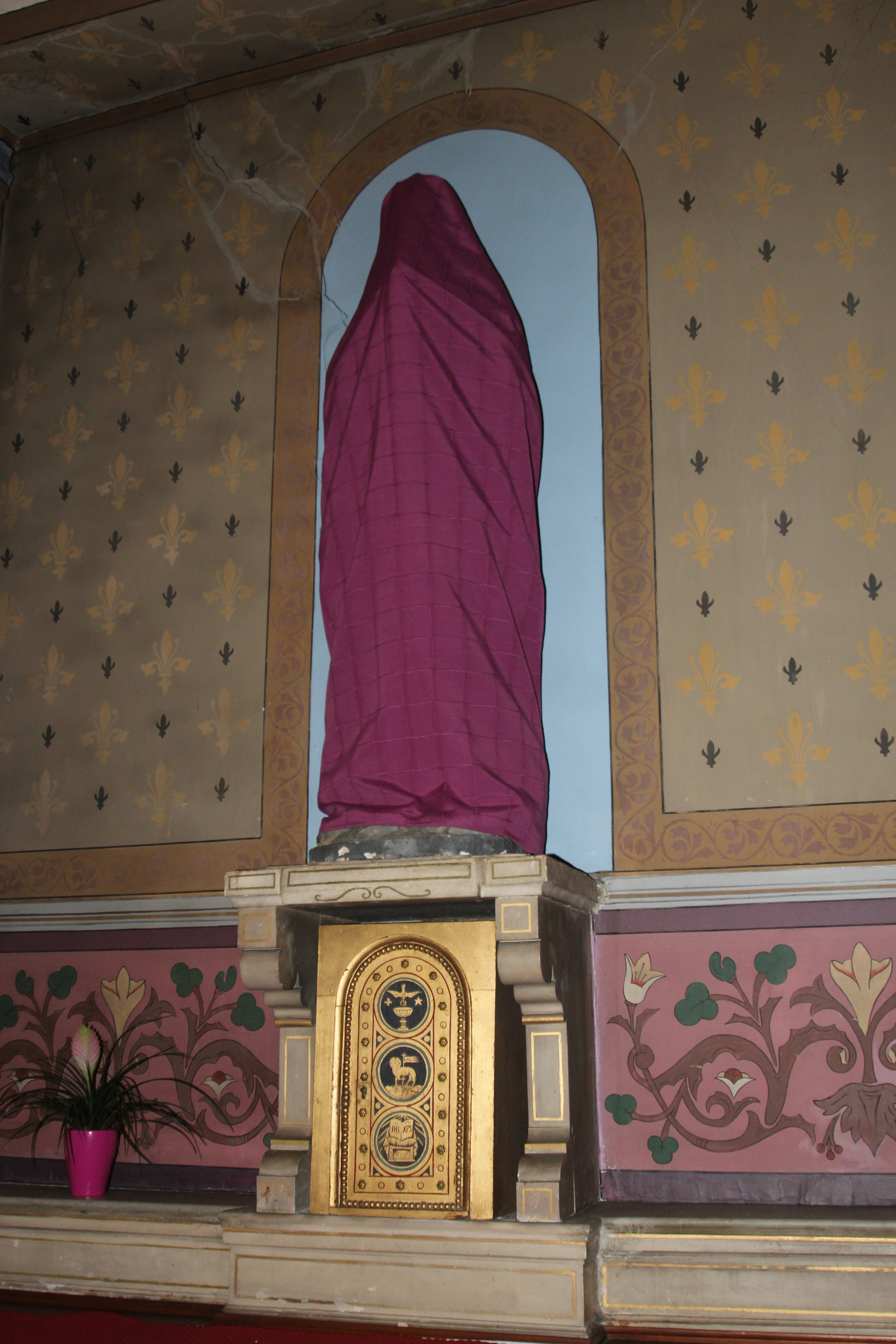
Rzeźba ołtarzowa zakryta fioletowym welonem (kościół św. Germana w Le Chesnay, Francja; 8 IV 2017)

Liturgia okresu Męki Pańskiej odznacza się w stosunku do całej reszty roku kościelnego wieloma cechami szczególnymi.
- W kościołach zakrywa się fioletowymi zasłonami krzyże, rzeźby, a w niektórych regionach także obrazy[1].
- We mszy nie odmawia się na początku psalmu 42[1].
- Opuszcza się doksologię przy introicie i przy lavabo (we mszy)[1], a także w wezwaniu i we wszystkich responsoriach (oficjum)[10].

W oficjum tego okresu śpiewa się hymny Wenancjusza Fortunata o tematyce pasyjnej: Pange lingua gloriosi lauream certaminis w matutinum i laudesach (podzielony na dwie części) oraz Vexilla Regis w nieszporach.
W ujęciu tradycyjnym okres ten obejmuje również Wielki Czwartek, Wielki Piątek i Wielką Sobotę, których liturgia rządzi się własnymi szczególnymi regułami (Triduum Paschalne). 

## Inne obrządki i Kościoły
W nowym obrządku rzymskim nie istnieje okres Męki Pańskiej jako taki. W niektórych kościołach zachowuje się jednak zwyczaj zakrywania krzyży (czasem też rzeźb lub obrazów) fioletowymi welonami. W Liturgii Godzin przepisane są te same hymny, co w poprzednich tygodniach Wielkiego Postu, jednak dopuszcza się możliwość użycia hymnów Wenancjusza Fortunata, co do zasady przewidzianych na Wielki Tydzień, już od poniedziałku V tygodnia Wielkiego Postu.
W Kościele ewangelicko-augsburskim również nie istnieje okres Męki Pańskiej jako taki, natomiast zachowano regułę opuszczania doksologii po introicie  w dwie niedziele poprzedzające Wielkanoc.